# Déiber Caicedo
Déiber Jair Caicedo Mideros (Barbacoas, 25 maart 2000) is een Colombiaans voetballer die doorgaans als aanvaller speelt. Hij stroomde in 2018 door vanuit de jeugd van Deportivo Cali.

## Carrière
Caicedo stroomde door vanuit de jeugd van Deportivo Cali. Hij debuteerde op 4 februari 2018 in het eerste elftal tijdens een wedstrijd in de Primera A thuis tegen Envigado (0–0). Hij viel in de 58e minuut in voor Fabián Sambueza. Zijn eerste basisplaats volgde elf dagen later. Hij begon toen als rechtsbuiten tijdens een met 4–0 gewonnen competitiewedstrijd thuis tegen Boyacá Chicó. Caicedo maakte daarbij zelf de 2–0, zijn eerste doelpunt op het hoogste niveau.

## Clubstatistieken
| Seizoen     | Club           | Competitie  | Competitie | Competitie | Beker | Beker | Internationaal | Internationaal | Totaal | Totaal |
| Seizoen     | Club           | Competitie  | Wed.       | Dlp.       | Wed.  | Dlp.  | Wed.           | Dlp.           | Wed.   | Dlp.   |
| ----------- | -------------- | ----------- | ---------- | ---------- | ----- | ----- | -------------- | -------------- | ------ | ------ |
| 2018        | Deportivo Cali | Primera A   | 12         | 1          | 0     | 0     | 0              | 0              | 12     | 1      |
| 2019        | Deportivo Cali | Primera A   | 13         | 1          | 0     | 0     | 0              | 0              | 13     | 1      |
| Club totaal | Club totaal    | Club totaal | 25         | 2          | 0     | 0     | 0              | 0              | 25     | 2      |

Bijgewerkt t/m 5 juni 2019

## Interlandcarrière
Caicedo maakte deel uit van verschillende Colombiaanse nationale jeugdselecties. Hij nam met Colombia –17 deel aan het WK –17 van 2017 en met Colombia –20 aan het WK –20 van 2019.